# María de Edesa
María de Edesa fue una santa cristiana anacoreta del siglo IV. Su fiesta se celebra el 29 de octubre en el santoral latino. Si bien su historicidad había sido puesta en duda por un sector de la Iglesia católica en 1961, la misma está incluida en dentro del grupo de los llamados santos auxiliadores y es invocada en momentos de traición contra la fe; O en caída espiritual de los comprometidos con el Evangelio.

## Hagiografía
Maria nació a principios del siglo IV en el seno de una familia noble de Edesa, en Siria. Sus padres murieron cuando ella solo tenía 7 años, pero fue adoptada por su tío, Abraham Kidunaia; y empezó una vida dedicada a la contemplación mística.
Durante 20 años, María vivió como bajo la disciplina espiritual anacoreta, siguiendo el consejo de su tío eremita, buscando una vida profunda de oración y sacrificio. Sin embargo, un día, un seudo-monje que había llegado de visitar al monástico padre Abraham conoció a María. Cegado por su belleza decidió seducirla, dedicando un año a ganarse la amistad de María, a intimar cada vez más hasta que la joven inocente se entregó sexualmente a él, rompiendo con ello sus votos del modo de vida de retiro cristiano.
Horrorizada por su actuar, María desgarró su túnica y se deseó la muerte. La desesperación de María la convenció de que, con caer una vez, nunca podría volver a llevar una vida de santidad cristiana. Decidió entonces huir del monasterio en el desierto y emigró a otra región donde se dedicó a la prostitución en un burdel, donde viviría alejada de su anterior modo de vida, como la "pecadora" que según su penante conciencia estaba convencida de que habría de ser condenada.
Su tío Abraham no estaba al tanto de lo sucedido, tuvo una serie de visiones alegóricas: En la primera un dragón devorando a una paloma blanca; dos días después, vio al mismo dragón con sus entrañas abiertas, del cual extrajo la paloma, quien milagrosamente había permanecido intacta. Al darse cuenta de lo sucedido con María, este salió a buscarla, disfrazado de soldado. Al llegar concertó una cita con María la prostituta, quien no le reconoció sino hasta que este empezó a llorar y a suplicarle que volviera a casa. Conmovida por la fuerza de su amor, María entonces regresó a su ermita y empezó una vida de penitencia y ascetismo. A los tres años, Dios reconoció su auténtica conversión (y dio muestra de su abundante misericordia) concediéndole el don de los milagros. Santa María fallece según San Efrén en el 361 d. C.; cinco años antes que su tío Abraham.

## Historicidad
De acuerdo con los investigadores no se tiene mayores fuentes fidedignas acerca de los detalles la vida de María de Edesa, más allá que lo escrito por Efrén de Siria en su obra “Vida de los Santos”. Esto a través de la biografía que él mismo expuso sobre su coetáneo Abraham Kidunaia donde se la menciona en un breve apartado, además de algunos detalles posteriores a su muerte aproximadamente en 361 d. C.
Aparte de ello lo conocido sobre los detalles de su vida también se encuentra en la obra Leyenda Dorada de Santiago de la Vorágine, por lo que muchos no dan crédito completo de dicha información; sin embargo, no se es cuestionada su existencia como personaje histórico.